# 臨床化学

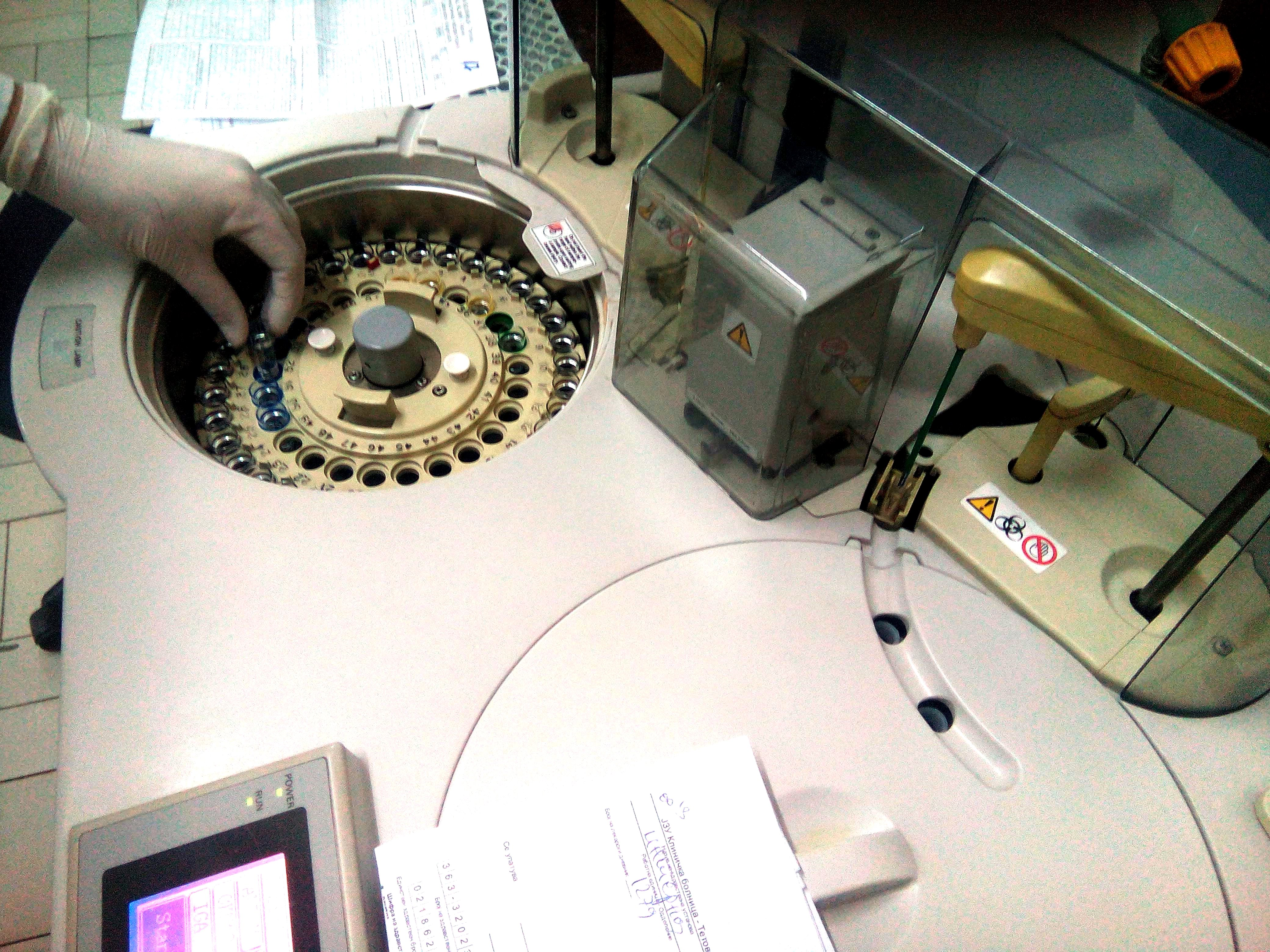
臨床化学分析装置。多くの生化学的パラメータを同時に測定できる。

臨床化学（りんしょうかがく、英: clinical chemistry、化学病理学、臨床生化学、医学生化学とも呼ばれる）は、診断や治療を目的とした体液の分析に関連する化学の分野である。これは生化学の応用分野であり、医薬品開発の基礎研究を行う医薬品化学と混同してはならない。
この分野は、19世紀後半に、血液や尿のさまざまな成分に対する簡単な化学反応検査を用いて始まった。それ以来、何十年もの間、科学技術の進歩に伴い、酵素活性の使用と測定、分光測色法、電気泳動法、免疫測定法など、さまざまな技術が適用されてきた。現在では、豊富な診断機能を備えた多くの血液検査や尿検査がある。
現在のほとんどの検査室は、病院の検査室に特有の高い作業負荷に対応するために高度に自動化されている。実施される試験は注意深く監視され、品質管理されている。
すべての生化学検査は化学的病理学に属する。これらはあらゆる種類の体液で行われるが、主に血清（けっせい）や血漿（けっしょう）を対象としている。血清は、血液が凝固してすべての血球が除去された後に残る、血液の黄色い水のような部分である。遠心分離では、高密度の血球と血小板が遠心分離管の底に沈殿し、沈殿した細胞の上に液体の血清画分が残る。このような分析前の初段階は、最近では「統合システム」の方針で動作する機器に組み込まれている。血漿は本質的には血清と同じであるが、血液を凝固させずに遠心分離することで得られる。血漿は、凝固する前に遠心分離して得られる。必要な試験の種類によって使用するサンプルの種類が決まる。
大規模な臨床検査ラボでは、最大約700種類もの検査用サンプルを受け入れるところもある。最大規模の検査ラボであっても、これらすべての検査を自ら行うことは少なく、他のラボに依頼しなければならないこともある。
この膨大な数の試験は、次の細分化専門科に分類できる。
- 一般または定型化学
　一般的に注文された血液生化学検査（例：肝機能および腎機能検査）
- 特殊化学
　 電気泳動のような精巧な技術、手作業による試験方法。
- 臨床内分泌病理学（英語版）
　ホルモンの研究、内分泌疾患の診断。
- 毒物学
　乱用薬物およびその他の化学物質の研究
- 治療薬物モニタリング
　投与量を最適化するための治療薬レベルの測定
- 尿検査
　尿を化学的に分析してさまざまな疾患を調べるほか、脳脊髄液（CSF）や胸水（浸出液）など他の液体も分析する
- 糞便分析（Fecal analysis）
　主に消化器系疾患の検出に用いる

## 検査
一般的な臨床化学検査には次のようなものがある。
電解液
- ナトリウム
- カリウム
- クロライド
- 重炭酸

腎（腎臓）機能検査
- クレアチニン
- 血中尿素窒素 (BUN)

肝機能検査
- 総タンパク質（血清）
  - 血清アルブミン
  - グロブリン
  - アルブミン/グロブリン比 (A/G比)
  - タンパク質電気泳動（英語版）
  - タンパク尿
- ビリルビン （直接、関節、総）
- アスパラギン酸アミノトランスフェラーゼ (AST)
- アラニンアミノ基転移酵素 (ALT)
- γ-グルタミルトランスフェラーゼ (GGT、γ-GTP）
- アルカリホスファターゼ (ALP)

心臓マーカー
- 心臓由来脂肪酸結合蛋白（英語版）(H-FABP)
- トロポニン
- ミオグロビン
- CK-MB（英語版）
- 脳性ナトリウム利尿ペプチド (BNP)

無機質
- カルシウム
- マグネシウム
- リン酸塩
- カリウム

血液疾患
- 鉄
- トランスフェリン
- 総鉄結合能
- ビタミンB12
- ビタミンD
- 葉酸

雑多なもの
- グルコース
- C反応性蛋白 (CRP)
- グリコヘモグロビン (HbA1c)
- 尿酸
- 動脈血ガス分析 ([H+], PCO2, PO2)
- 副腎皮質刺激ホルモン (ACTH)
- 毒物学的スクリーニングおよび法医中毒学（英語版）（薬物および毒素）
- 神経特異性エノラーゼ（英語版） (NSE)
- 便潜血反応検査（英語版） (FOBT)

## パネル検査
一般的に注文される検査セットをパネル（試験板）にまとめたもの。
- 基礎代謝パネル（英語版）(BMP) - 8検査項目（ナトリウム、カリウム、クロライド、重炭酸、血中尿素窒素（BUN）、クレアチニン、グルコース、カルシウム
- 包括的代謝パネル（英語版）(CMP) - 14検査項目 - BMPに加え、総タンパク質、アルブミン、アルカリホスファターゼ（ALP）、アラニンアミノトランスフェラーゼ（ALT）、アスパラギン酸アミノトランスフェラーゼ（AST）、ビリルビンを含む

## 参照項目
- 血液検査の参考基準値
- 臨床検査技師
- 臨床検査

## 推薦文献
- Burtis, Carl A.; Ashwood, Edward R.; Bruns, David E. (2006). Tietz textbook of clinical chemistry (4th ed.). Saunders. pp. 2448. ISBN 978-0-7216-0189-2